# Krypno Wielkie
Krypno Wielkie – wieś w Polsce położona w województwie podlaskim, w powiecie monieckim, w gminie Krypno.
Wieś jest siedzibą gminy Krypno.
Wieś królewska (sioło) Krypno, należąca do wójtostwa krypińskiego starostwa knyszyńskiego w 1602 roku. Wieś królewska Krypno Starościńskie położona była w 1795 roku w ziemi bielskiej województwa podlaskiego.  W latach 1975–1998 miejscowość administracyjnie należała do województwa białostockiego.
Przez miejscowość przebiega droga wojewódzka nr 671.
Wierni kościoła rzymskokatolickiego należą do parafii Narodzenia Najświętszej Maryi Panny w Krypnie.